# آبشار دویت
آبشار دویت (به انگلیسی: Dewitt Falls) آبشاری است که در همیلتون (انتاریو)، کانادا واقع شده و ارتفاع کلی ریزشگاه آن ۷ متر (۲۳ فوت) است.